# 李允成
李允成（1903年—1953年），中国现代氧气工业、电石工业创始人。1933年，李合伙在上海创办中国工业炼气股份有限公司，是中国国产氧气工业、乙炔工业之肇始；1936年，李又首次国产电石；1941年，建成中国战时最大电石厂——中炼公司长寿电炼厂。浙江奉化人。

## 生平

### 早年
1903年，生于浙江奉化县。幼年时家境贫困，赴上海就学，勤奋好学，以优异成绩毕业于叶澄衷在上海创办的新式学校澄衷蒙学堂，今为上海市澄衷中学。毕业后入上海恒昌样机器造船厂做学徒。
不久获得上海恒昌样机器造船厂经理资助，赴英国留学，学习现代机器制造业。在英国留学长达8年，毕业于苏格兰格拉斯哥大学，获得硕士学位。

### “中炼”
回国后，重入恒昌祥造船厂，任主任工程师。并在中国新式学校教授机械、航海课程。任吴淞商船专科学校（今属上海海事大学）轮机系主任，并任教于国立交通大学（今上海交通大学），讲授轮机工程和航海。
民国22年（1933年），创办中国工业炼气股份有限公司，是中国近现代历史上首个工业气体生产企业。当时中国造船工业、机械工业所需要的氧气和乙炔均由西方国家厂商所垄断，要价高昂。上海不少中国船厂、机器厂的工业用氧气、乙炔气大多由法国公司东方修焊公司所垄断。李立志改变此依赖外国工业气的境况。
1933年春，李与合伙创建中国工业炼气股份有限公司，自任经理。1933年12月上旬，进口德国制30立方米／小时制氧机，加以仿制改良，中国国产氧气首次得意问世，脱离外商依靠。1934年1月，投产6立方米／小时制乙炔气机，并试制成功工业气充灌装置。法国东方公司闻讯降价，倾销氧气，引发价格战，企图依仗外商实力，拖垮草创的中炼公司。李等改良技术，降低生产成本，从而幸存，所出产的葫芦牌氧气畅销全国。
不久中炼公司氧气、乙炔气产量均为中国国内第一，超越了外商。但其原料——电石，仍依赖从外国进口。为了改变此境况，李于民国24年（1935年），专程赴日本，观摩考察日本电石工业生产。并在上海接洽日商三隆洋行，从日本进口600kVA全套电石炉设备。1936年2月，在上海安装进口设备，改良试车后投入生产，是中国首次国产电石。

### 抗日战争时期
1937年，抗日战争爆发，日军进逼上海。李率领中炼公司内迁抗战后方，重新安置厂址和生产设备在陪都重庆。于民国30年（1941年），建成了中国战时规模最大的电石厂——中炼公司长寿电炼厂，满足了中国抗战大后方工业生产、民用照明的需要，并有力支持了中国战时的军事工业和国防需求。中炼公司产品还出口缅甸，支援了中国远征军和英美军队。
抗日战争胜利后，1945年，中炼公司重新搬迁回上海，迅速恢复生产。民国36年（1947年），李任中炼公司总经理，中炼公司亦成为远东最大的氧气生产商。李并且涉足刚兴起的现代航运业，兼任中国油轮公司总经理和民生轮船公司总工程师。

### 台湾时期
1949年，李迁居台湾，在台湾经营远洋油轮公司，复任中國油輪公司总经理。1949年10月10日，在香港会见董浩云。任台湾中国造船公司董事，倡建黃埔船廠。1953年，再次赴日本考察日本战后工业。不幸因病逝于日本。李在台湾的庞大遗产后设立为李允成教育基金，今全名「財團法人中华民国教育部接受捐助獎學基金會李允成先生獎學金」。

## 荣誉/纪念
英国：
- 英国造船工程师学会会员，为首位华人会员
- 伦敦航海学会会员
- 英国皇家学会会员

台湾：
- 台湾高雄市李允成纪念碑。

中国大陆：
- 被推举为原中国工业总联合会理事[8]
- 今上海吴淞化工厂，前身为李创办之“中炼”[9]